# Indian Summer (stripserie)
Indian Summer is een Italiaanse stripreeks uit 1986 geschreven door Hugo Pratt en getekend door Milo Manara. De reeks speelt zich af tijdens de kolonisatie van Amerika.

## Albums
- Phyllis, 1986
- Pilgrim Black, 1986
- Bundeling, 1986